# Widok z sypialni
Widok z sypialni (The Bedroom Window) – amerykański thriller kryminalny z 1987 roku w reżyserii Curtisa Hansona, oparty na powieści The Witnesses autorstwa Anne Holden. W polskiej telewizji film był emitowany także jako Okno sypialni.
Film został nakręcony w Baltimore w stanie Maryland, gdzie rozgrywa się też jego akcja. Krytycy dopatrzyli się w nim inspiracji twórczością Alfreda Hitchcocka, choć ostatecznie dzieło spotkało się z negatywnymi lub mieszanymi recenzjami.

## Fabuła
Terry (Steve Guttenberg) ma romans z żoną szefa, Sylvią (Isabelle Huppert). Pewnej nocy spędzonej razem Sylvia jest świadkiem próby gwałtu na Denise (Elizabeth McGovern), obserwując z okna sypialni Terry'ego. Napastnik okazuje się seryjnym gwałcicielem i mordercą atakującym młode kobiety. Nie chcąc, by romans się wydał, kobieta odmawia zgłoszenia sprawy na policję. W zamian robi to Terry, podając się za świadka zajścia. W sądzie jednak jego krótkowzroczność zostaje użyta przeciwko niemu i oskarżonego nie udaje się skazać. Terry z czasem sam staje się głównym podejrzanym popełnionych przestępstw, a kiedy prawdziwy morderca zabija Sylvię, mężczyzna wspólnie z Denise postanawia zwabić i wydać sprawcę.

## Obsada
- Steve Guttenberg jako Terry Lambert
- Elizabeth McGovern jako Denise
- Isabelle Huppert jako Sylvia Wentworth
- Paul Shenar jako Collin Wentworth
- Carl Lumbly jako detektyw Quirke
- Frederick Coffin jako detektyw Jessup
- Brad Greenquist jako Carl Henderson
- Wallace Shawn jako adwokat Hendersona[5]